# 933년

## 연호
- 후당(後唐) 장흥(長興) 4년
- 요(遼) 천현(天顯) 8년
- 후백제(後百濟) 정개(政開) 34년
- 고려(高麗) 천수(天授) 16년
- 일본(日本) 조헤이(承平) 3년
- 남한(南漢) 대유(大有) 6년
- 양오(楊吳) 대화(大和) 5년
- 민(閩) 용계(龍啓) 원년

## 기년
- 후당(後唐) 명종(明宗) 8년
- 요(遼) 태종(太宗) 7년
- 신라(新羅) 경순왕(景順王) 7년
- 고려(高麗) 태조(太祖) 16년
- 후백제(後百濟) 견훤(甄萱) 정개 42년

## 사건
- 견훤, 신검에게 군사를 내주고 혜산성과 야불진을 공격하게 했으나 실패.